# Amphilius atesuensis
Amphilius atesuensis är en fiskart som beskrevs av Boulenger, 1904. Amphilius atesuensis ingår i släktet Amphilius och familjen Amphiliidae. IUCN kategoriserar arten globalt som livskraftig. Inga underarter finns listade i Catalogue of Life.